# Leiothrix dielsii
Leiothrix dielsii är en gräsväxtart som beskrevs av Wilhelm Willy Otto Eugen Ruhland. Leiothrix dielsii ingår i släktet Leiothrix och familjen Eriocaulaceae.

## Underarter
Arten delas in i följande underarter:
- L. d. dielsii
- L. d. vilavelhensis